# Deontay Wilder vs. Tyson Fury
Deontay Wilder vs. Tyson Fury è stato un incontro di pugilato disputatosi il 1º dicembre 2018 presso lo Staples Center di Los Angeles, California, Stati Uniti.
L'imbattuto campione WBC dei pesi massimi Deontay Wilder affrontò l'imbattuto sfidante ed ex campione WBA (Super), WBO, IBF, IBO, The Ring dei pesi massimi Tyson Fury. Il combattimento terminò in un controverso pareggio ai punti con punteggi di 115-111 per Wilder, 114-112 per Fury (che fu erroneamente annunciato 114-110), e 113-113.

## Contesto
Di un potenziale match tra Wilder e Fury si era vociferato da parecchi anni. Il primo incontro tra i due avvenne alla Motorpoint Arena di Sheffield nell'aprile 2013, dove Wilder mise KO Audley Harrison, e Fury si trovava tra il pubblico per il main event Amir Khan vs. Julio Diaz. Nel gennaio 2015 Wilder divenne il primo peso massimo statunitense a diventare campione del mondo in quasi un decennio, sconfiggendo ai punti per decisione unanime Bermane Stiverne a Las Vegas strappandogli la cintura WBC, l'unico titolo all'epoca non in possesso di Volodymyr Klyčko. In seguito Fury divenne campione WBA (super), WBO, IBF, The Ring, IBO, battendo ai punti Klyčko a Dusseldorf, Germania, nel novembre 2015.
Il 27 giugno 2018, Fury inviò un messaggio a Wilder su Instagram sfidandolo apertamente: «Mi scuso a nome di Eddie Hearn e Anthony Joshua perché sono miei compatrioti, non vogliono battersi con te ed hanno tenuto per tre mesi in sospeso te i fan senza avere nessuna reale intenzione di affrontarti, ma invece io ti sfiderei in tre secondi! A te la palla ora». Circa in questo periodo, Fury e Wilder discussero personalmente della possibilità di un match, con l'idea di incontrarsi sul ring entro la fine dell'anno.
Giunti ad agosto, sia Wilder che Fury si erano messi d'accordo e, in occasione della seconda difesa del titolo da parte di Fury contro Francesco Pianeta fissata per il 18 agosto a Belfast, Wilder era a bordo ring per iniziare la promozione della sfida con Fury. Dopo una comoda vittoria ai punti su Pianeta, ci fu un incontro pubblico tra Wilder e Fury dove i due pugili si sfidarono a vicenda.
Il 27 settembre, il match fu ufficialmente annunciato per il 1º dicembre allo Staples Center di Los Angeles.

## L'incontro
Davanti a una folla di 17 698 spettatori presenti allo Staples Center, Wilder e Fury combatterono per 12 round in un match che terminò in pareggio per decisione non unanime. Di conseguenza Wilder mantenne il titolo WBC. Il giudice messicano Alejandro Rochin assegnò un punteggio di 115-111 per Wilder, il canadese Robert Tapper assegnò invece 114-112 per Fury e il britannico Phil Edwards diede un pareggio di 113-113.
La folla protestò all'annuncio della decisione dei giudici in quanto molti ritenevano che Fury meritasse la vittoria. Altri fan invece, pensavano che Wilder fosse il giusto vincitore, in quanto Fury non aveva fatto abbastanza per aggiudicarsi la vittoria. Fury trascorse gran parte del match cercando di evitare i colpi di Wilder, mentre Wilder tentò fin dall'inizio di intrappolare all'angolo Fury, senza però riuscirvi. Nel quarto round, Wilder fece sanguinare il naso dell'avversario colpendolo con ripetuti jab, ma non fu in grado di dare un seguito convincente agli attacchi. Nella sesta ripresa, Fury passò alla guardia mancina e riuscì a mettere Wilder alle corde. Nel nono round, Wilder riuscì a mettere al tappeto Fury con un gancio sinistro seguito da un destro al volto. Fury riuscì a rialzarsi nonostante il conteggio dell'arbitro Jack Reiss fosse iniziato. Avendo speso molte energie per "finire" Fury nel nono round, Wilder sembrò affaticato nella ripresa successiva. Nel dodicesimo ed ultimo round, Wilder mise a segno una potente combinazione destro-sinistro che mandò nuovamente al tappeto Fury. Il pubblico, i commentatori e lo stesso Wilder pensarono che il combattimento fosse terminato. Ma con grande sorpresa di tutti, Fury riuscì a rialzarsi prima del conto di "10" e a portare a termine la ripresa. Alla fine del match, entrambi i pugili si abbracciarono in mezzo al ring.

### Arbitro e giudici
- Arbitro: Jack Reiss
- Giudice: Alejandro Rochin
- Giudice: Robert Tapper
- Giudice: Phil Edwards

## Diffusione
L'incontro fu teletrasmesso in diretta in pay per view da Showtime negli Stati Uniti e da BT Sport Box Office nel Regno Unito. Si trattò del primo PPV di pugilato della categoria dei pesi massimi trasmesso dalla televisione statunitense fin da Hasim Rahman vs. Oleg Maskaev II nel 2006, ed inoltre è stato il primo combattimento dei pesi massimi andato in onda in pay per view sia negli Stati Uniti che in Gran Bretagna sin dai tempi di Lennox Lewis vs. Mike Tyson del 2002.
L'evento si è rivelato un successo sia dal lato economico sia da quello sportivo. Il match è stato acquistato da circa 350 000 utenti in pay-per-view su Showtime negli Stati Uniti, con un incasso di $30 milioni, rendendolo l'incontro di boxe di pesi massimi più di successo in America fin dai tempi di John Ruiz vs. Roy Jones Jr. nel 2003.

## Conseguenze
Dopo il match, entrambi i pugili restarono sul ring e parlarono con Jim Grey. Wilder sentiva di aver fatto abbastanza per aggiudicarsi l'incontro, dichiarando: «Penso che con due atterramenti abbia definitivamente vinto io. Ci abbiamo messo il cuore stanotte. Siamo entrambi guerrieri, ma con quei due atterramenti, penso di aver vinto io».
Fury ebbe il riconoscimento della vittoria dalla gran parte del pubblico in sala. Egli disse: «Sono andato giù due volte, ma credo ancora di aver vinto. Sono stato un professionista totale in questo match. Sono andato in Germania a combattere con [Volodymyr] Klyčko, e in America a combattere con Deontay Wilder. Dio benedica l'America. Il "Re degli zingari" è tornato. Quell'uomo è un picchiatore micidiale, e io sono stato in grado di neutralizzarlo. Il mondo sa che ho vinto io. Spero di avervi resi tutti orgogliosi dopo quasi tre anni lontano dal ring.»
Wilder e Fury dichiararono entrambi di essere i migliori pesi massimi del mondo e chiamarono in causa il campione del mondo Anthony Joshua. Fury urlò: «Pollo! Pollo! Joshua, dove sei?» mentre Wilder annuì dicendo che i due migliori pesi massimi della categoria avevano combattuto quella sera.